# Schloss Scheibbs

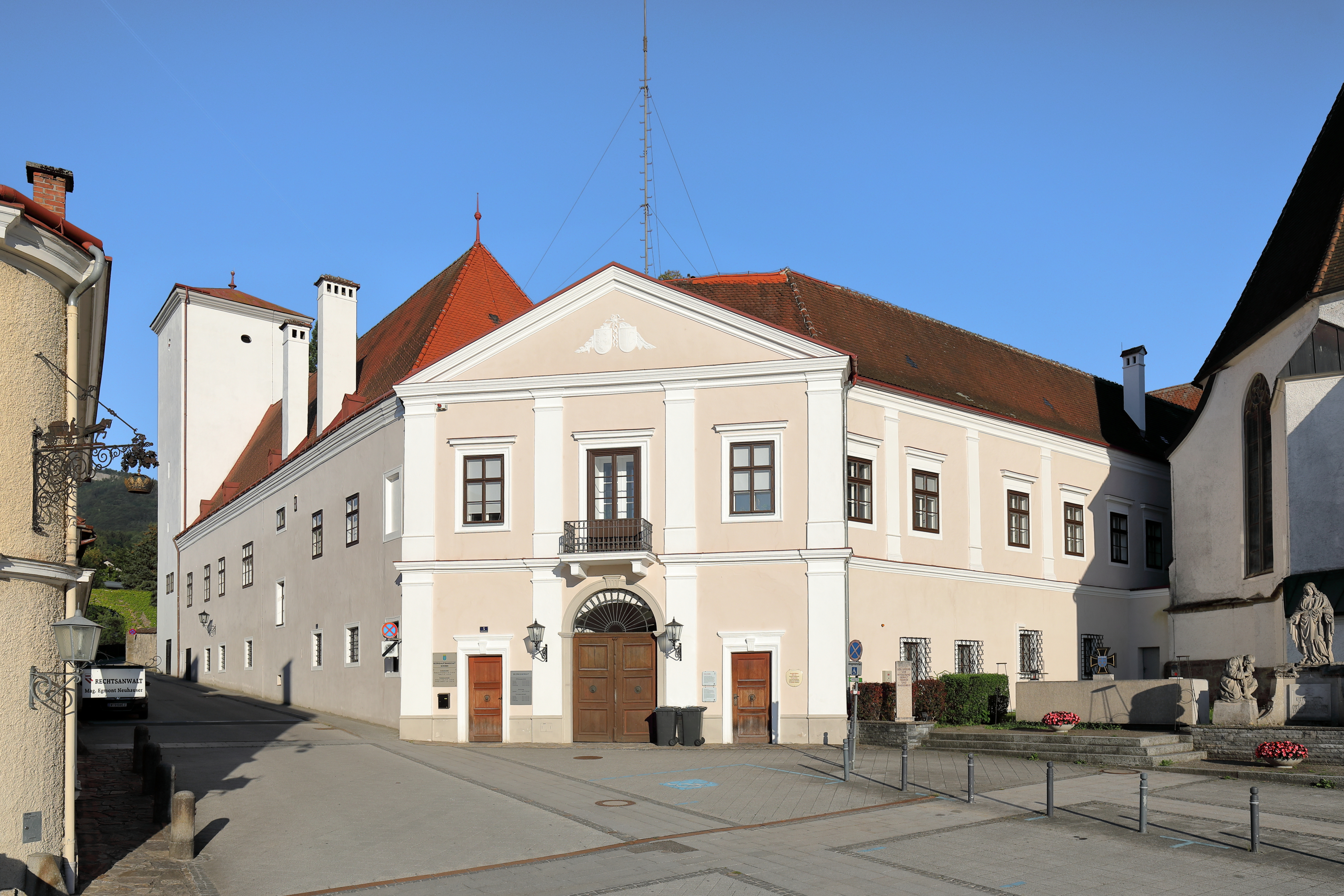
Ansicht des Schlosses vom Rathausplatz

Das Schloss Scheibbs liegt am Rathausplatz im Zentrum von Scheibbs (Niederösterreich) und bildet ein Ensemble mit Stadtpfarrkirche, Stadtmauer und Pfarrhof. Der ehemalige weltliche Verwaltungssitz des Kartäuserklosters Gaming beheimatet heute die Bezirkshauptmannschaft des Bezirks Scheibbs. Das Schloss steht unter Denkmalschutz (Listeneintrag).

## Geschichte

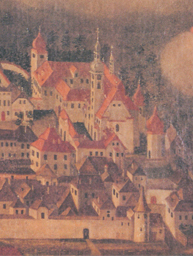
Gesamte Anlage, Ausschnitt eines Gemäldes von 1678/1764. Sämtliche Türme noch mit Zwiebelhauben

Schon römische Legionäre hatten auf diesem günstig gelegenen Platz, einem Hochplateau über der nahen Erlauf, begrenzt vom Schöllgraben gegen Süden, einen Unterstand. Unter den Römern bzw. den von ihnen abhängigen Kelten bestand hier um 250 n. Chr. eine Wehranlage der Provinz Noricum. Diese verfiel in der Zeit der Völkerwanderung, diente aber der einheimischen Bevölkerung in unruhigen Zeiten immer wieder als Fluchtburg.
Im Mittelalter stand hier eine Burg als Zentrum einer Handwerkssiedlung. Vermutlich handelt es sich beim Schloss Scheibbs um eine Burg-Kirchenanlage des frühen Mittelalters, die an einem strategisch günstigen Punkt im Erlauftal (Kreuzung mit der Verbindung Ybbstal – Melktal) von den Vorfahren der Grafen von Peilstein errichtet und später ein wesentlicher Bestandteil der Befestigungsanlage von Scheibbs wurde. Konrad I. von Peilstein machte das "Gemäuer" zum Verwaltungszentrum seiner Herrschaft. Sein Lehensmann war damals Otto de (von) Scibes – auf ihn kann der Name Scheibbs nach einer urkundlichen Erwähnung 1160 zurückgeführt werden. Er war von ihnen als Verwalter des kleinen Wehrbaues eingesetzt worden. Der Vorläufer des späteren Schlosses war mit Ausnahme der Kirche das einzige gemauerte Gebäude weit und breit und wurde daher als „Gemäuer“ bezeichnet. Scheibbs war damals eine Grenzsiedlung gegen Karantanien. Vor den dort lebenden Slawen hatte man im 11. und 12. Jahrhundert noch großen Respekt. Von Scheibbs aus konnte jederzeit der Verkehr im Erlauftal kontrolliert werden.
Nach dem Aussterben der Peilsteiner fiel Scheibbs um 1218 an die Babenberger und wurde landesfürstlich. 1338 schenkte Herzog Albrecht II. den Markt Scheibbs seiner Lieblingsstiftung, dem Kartäuserkloster Gaming. Somit wurde Scheibbs weltliches Verwaltungszentrum der Klosterherrschaft und das Schloss dessen Zentrum, womit die jahrhundertealte Tradition als Verwaltungssitz begann. Der Kartäuserorden baute die Burg zum Verwaltungssitz seiner umfangreichen Besitzungen aus. 1342 kaufte Friedrich der Häusler „das halbe Haus zu Scheibbs“ von Weichard dem Plankensteiner. Die andere Hälfte war damals noch im Besitz von Wernhard dem Schafferfelder, einem Schwager des Plankensteiners. 1349 verkaufte Friedrich der Häusler den Wehrbau gemeinsam mit seiner Herrschaft Liebegg an Herzog Albrecht II, der ihn nachdem er vorübergehend den Plankensteinern überlassen worden war, dem von ihm 1330 gegründeten Kartäuserorden in Gaming schenkte. Ab diesem Zeitpunkt war das Schicksal von Scheibbs über Jahrhunderte hinweg eng mit der Kartause verknüpft. Bis zur Aufhebung des Klosters 1782 war Scheibbs weltliches Verwaltungszentrum der Klosterherrschaft. Die Gaminger Amtleute und Hofrichter hatten ihren Sitz in der Burg und später Schloss. Nach der Scheibbser Stadterhebung 1352 begann der Bau der Befestigungsanlage, die Burg war ein wesentlicher Teil davon. Der jeweilige Prior der Kartause hielt sich gerne in der Burg Scheibbs auf. Ein großes Kastengebäude nahm den Zehent der Grundholden – meist Getreide – auf.

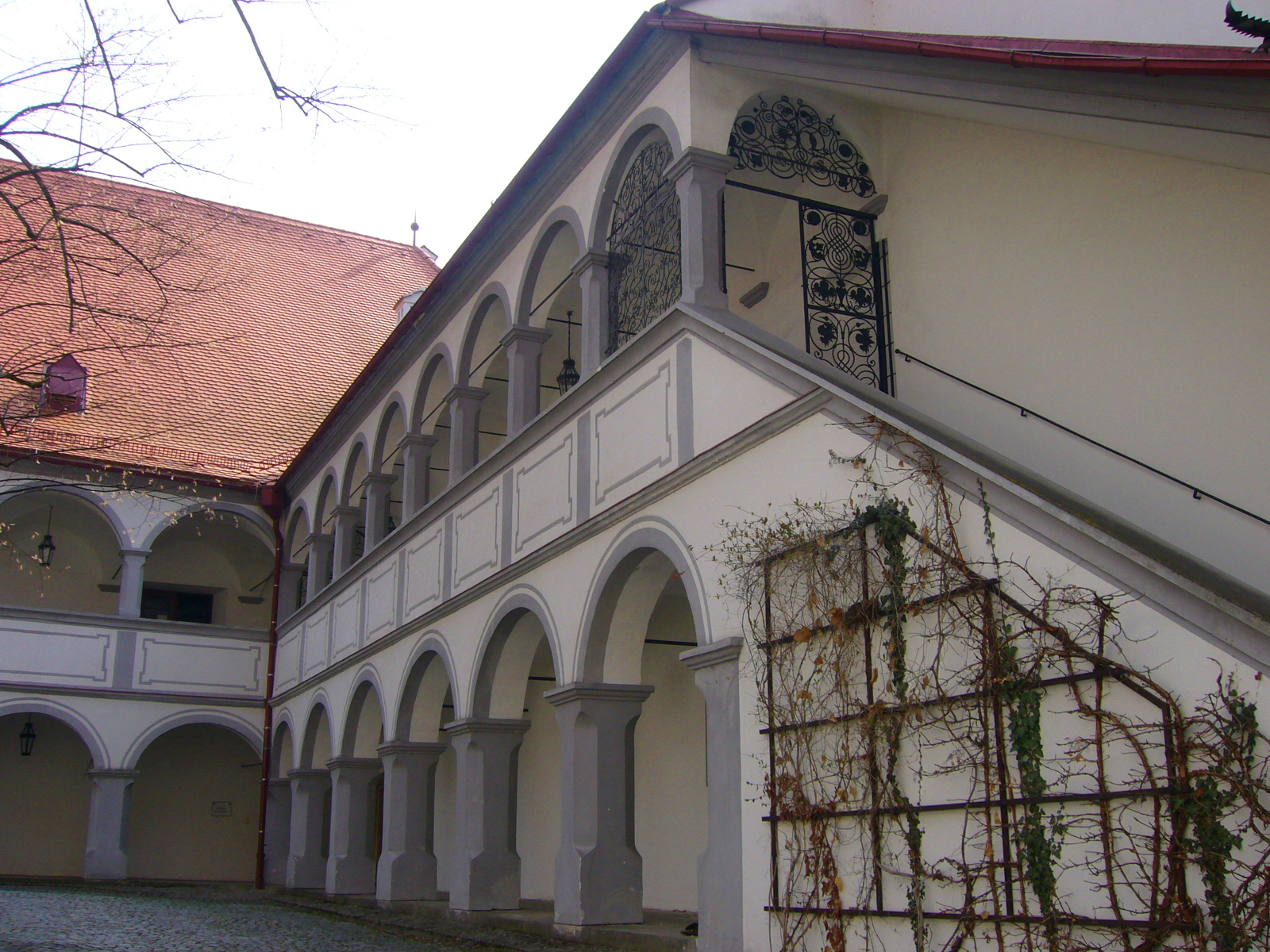
Arkadenaufgang

Als sich im Herbst 1595 die niederösterreichischen Bauern diesseits und jenseits der Donau gegen ihre Grundherren erhoben, stellten sich der Marktrichter Walberger, der Marktmüller Urberger und der Kastner Preuß aus Scheibbs an die Spitze der Aufrührer und belagerten den Prior Bartholomäus, der sich in der Burg Scheibbs verbarrikadiert hatte. Als dem Kartäuseroberen die Flucht gelang und er in Prag bei Kaiser Rudolf II. vorstellig geworden war, begann im Frühjahr 1596 die Strafexpedition der unter Befehl des Obersten Wenzel Morakschi zu Litschau stehenden Schwarzen Reiter. Nach der Niederschlagung der Aufständischen im Waldviertel trieben die Kaiserlichen auch die Bauern südlich der Donau zu Paaren. Die Köpfe des Müllers und Kastners fielen auf dem Marktplatz von Scheibbs durch das Schwert, dem Marktrichter schlug der Henker erst die rechte Hand ab, mit der er seinem Grundherren die Treue geschworen hatte, und hing sie an den Marktpranger, bevor der Delinquente selbst zwischen Scheibbs und Gaming an einen Baum geknüpft wurde. Ein Dutzend von den übrigen Rädelsführern ließ Marakschy zu Schanzarbeiten nach Wien bringen. Dort wurden auch sie abgeurteilt.
Prior Hilarius Danisius ließ 1611 das noch mittelalterliche Gebäude großzügig zum vierflügeligen Schloss ausbauen, wobei ältere Bauteile aus dem 13. bis 15. Jahrhundert in den Neubau einbezogen wurden. Nach der Aufhebung der Kartause Gaming 1782 wechselten die Eigentümer des Schlosses wiederholt, zuerst kam es in den Besitz der kaiserlichen Staatsgüteradministration, die das Schloss 1826 an Ignaz Müller verkaufte. 1829 erwarb Wenzel Joseph Ritter von Sallaba das Schloss, Johann Heinrich Freiherr von Sallaba verkaufte es 1867 an Andreas Töpper, seit dieser Zeit sind hier das Bezirksgericht und die Bezirkshauptmannschaft untergebracht. Dessen Witwe Amalia Horst verkaufte es an Eduard Musil Edlen von Mollenbruck, den Besitzer der Neubrucker Papierfabrik. Der nachfolgende Besitzer der Papierfabrik, Fritz Hamburger, erwarb auch 1906 das Schloss, seit 1954 steht es im Eigentum des Landes Niederösterreich. Ab 1954 stand das Schloss auch einige Zeit dem Bezirkshauptmann als Wohnstelle zur Verfügung, der erste Bezirkshauptmann, der das Schloss auch aktiv bewohnte und auch restaurieren ließ, war Bezirkshauptmann Gustav Herrmann.

## Architektur

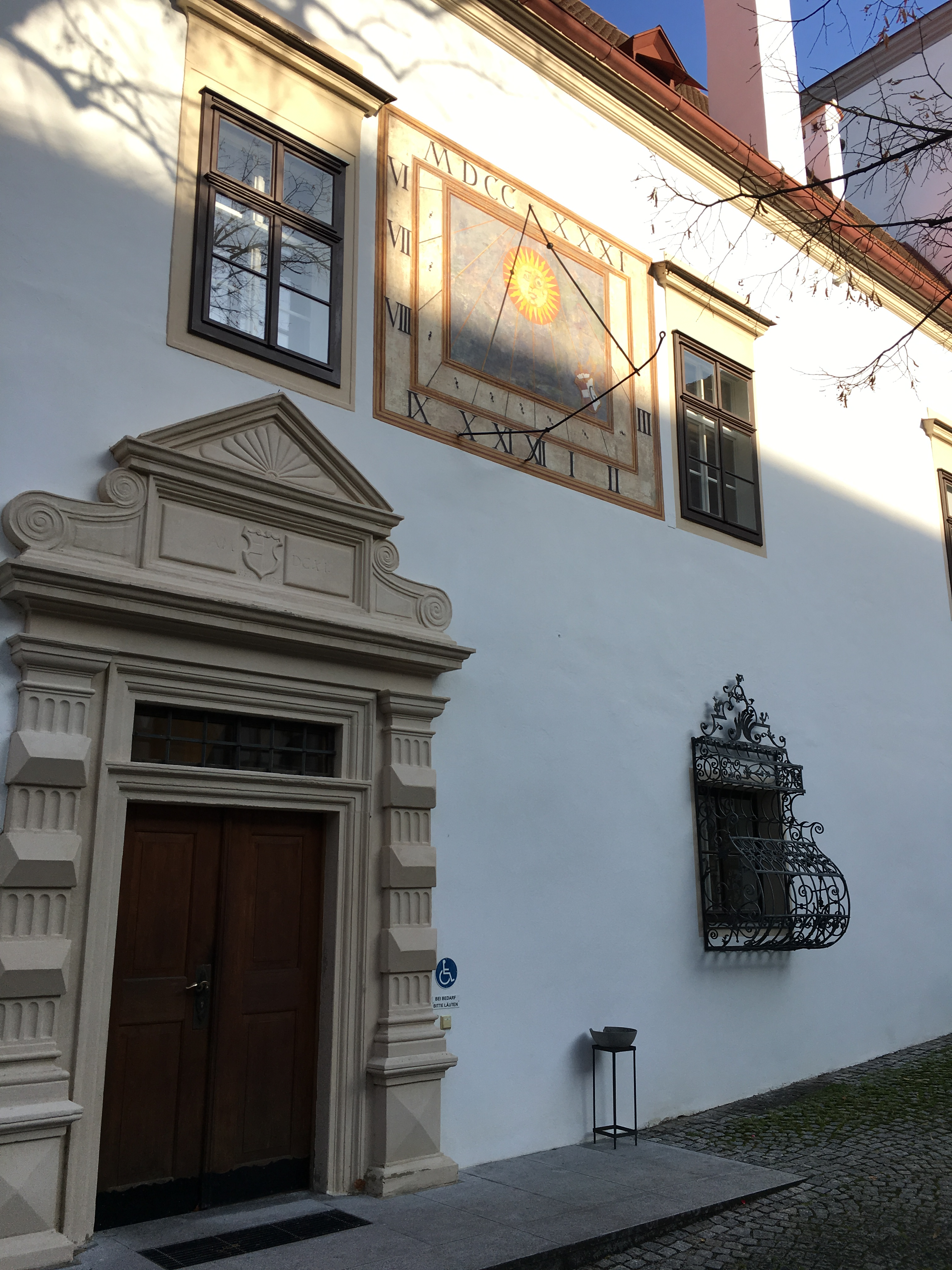
Renaissance-Portal, Sonnenuhr und Fensterkörbe am Schloss Scheibbs

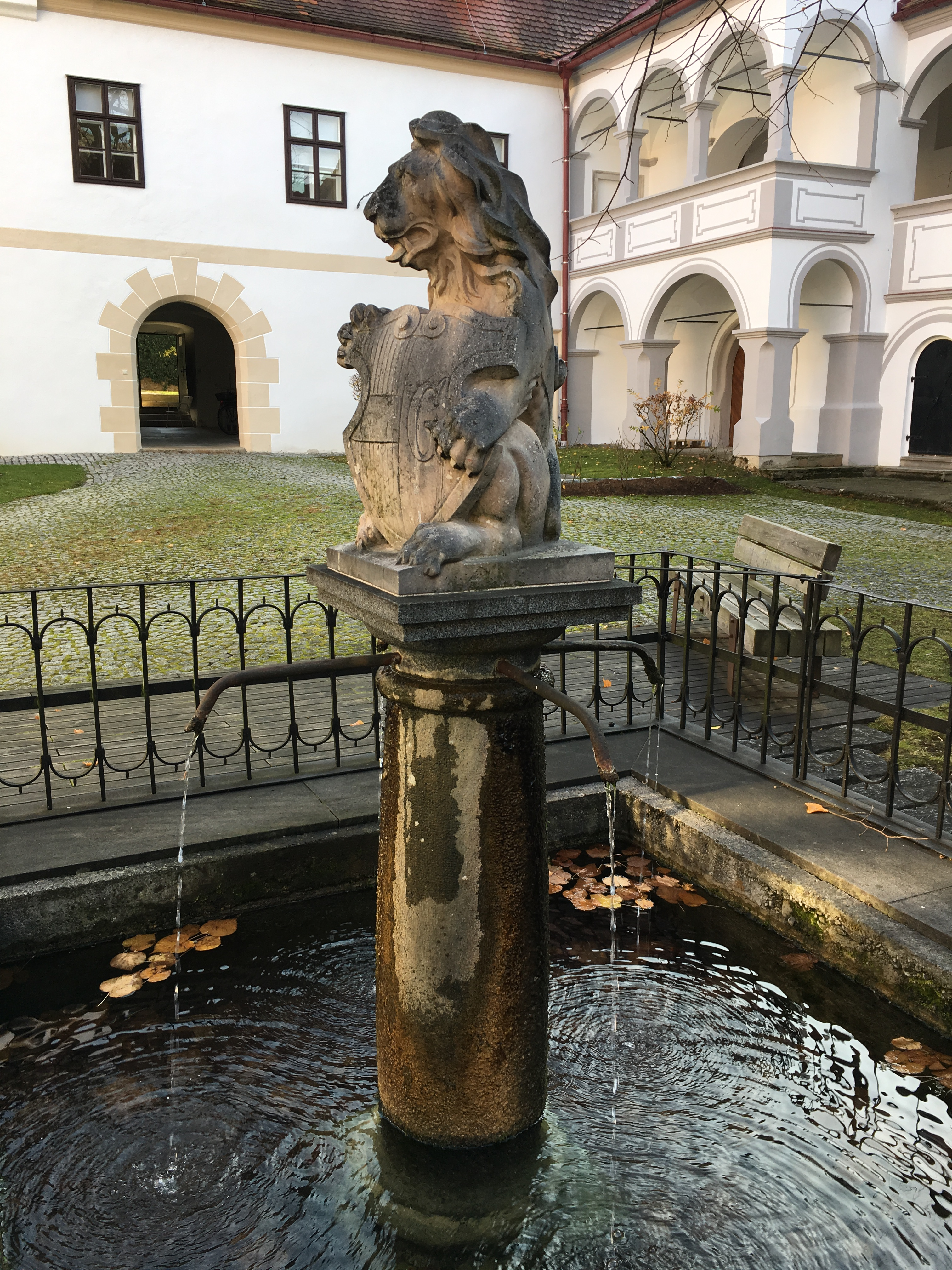
Brunnenlöwe mit Gaminger Wappen im Schlosshof Scheibbs

Schloss Scheibbs ist aus einer Burg-Kirchenanlage des frühen Mittelalters entstanden. Noch heute ist es durch einen Schwibbogen mit der Pfarrkirche verbunden. Das Schloss liegt am höchsten Punkt der Altstadt in der Südostecke der einstigen Marktbefestigung. Das Ortsgebiet war an der Südseite durch den natürlichen Einschnitt des Schöllgrabens weitgehend geschützt. Die Ostseite hingegen benötigte eine zusätzliche Sicherung durch einen künstlichen Graben, der heute aber verschwunden ist. Die südliche und östliche Ringmauer der Burg war zugleich ein Teil der Marktummauerung. Zwei runde Ecktürme mit Kegeldächern sind noch erhalten. Sie sind mit Schlüsselscharten und Lichtschlitzen ausgestattet. An drei Seiten war die Burg von einem Zwinger geschützt, der mit schlanken Rundtürmen verstärkt war. Sie dienten jedoch eher der Repräsentation als der Verteidigung. Der Zwinger fehlt lediglich an der Seite der benachbarten Pfarrkirche. Das Schloss ist eine fast quadratische Anlage mit einer Seitenlänge von ca. 53 m. Ebenfalls nahezu quadratisch ist der große Innenhof. Er ist an allen Seiten von zweigeschoßigen, 7 bis 11 m breiten ehemaligen Wohntrakten umgeben. Die Abschrägung der Nordwestkante zum Hauptplatz hin markiert den einstigen Torbau. Hier ist auch heute noch der Zugang zum Innenhof. Über der Einfahrt ist ein Balkon mit schmiedeeisernem Gitter angebracht.

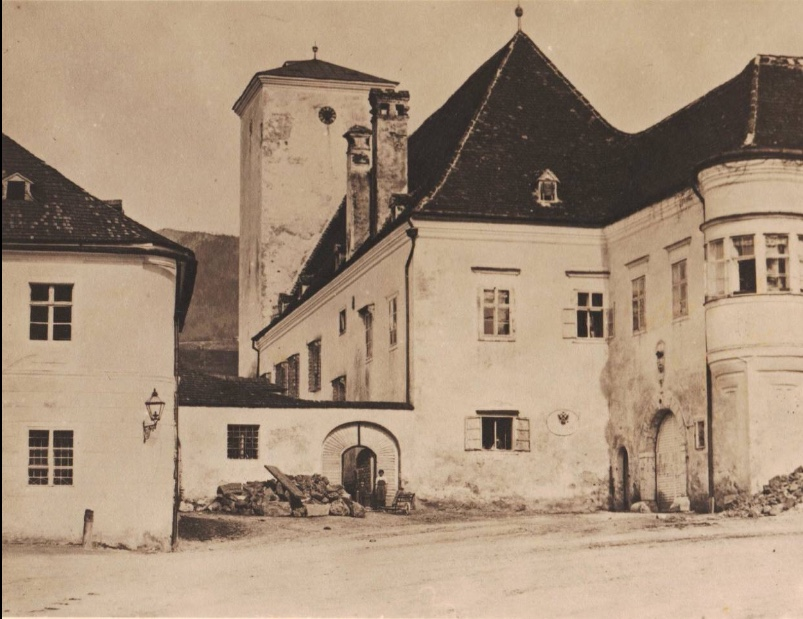
Schloss Scheibbs vor Töpper, der den Eingang neoklassizistisch umbaute

Dem Portal ist ein einfacher Dreiecksgiebel aufgesetzt, ein neoklassizistischer Eingangsbereich von 1868, der ein Jahr nach dem Kauf von Andreas Töpper erbaut wurde. Links fällt der trutzige Bergfried auf, der früher eine barocke Haube getragen haben dürfte. Obwohl er mit einer Seitenlänge von nur sieben Meter relativ schwach ist, handelt es sich bei ihm um den ehemaligen Bergfried der ersten Anlage. Er ist heute fünfgeschoßig und mit einem flachen Zeltdach gedeckt. Er besitzt keine Fenster. Das Innere wird nur durch schmale konische Lichtschlitze erhellt. Der Zugang erfolgt im zweiten Obergeschoß. Eine schmale spitzbogige Tür verbindet ihn hier mit dem Dachboden des benachbarten Nordtraktes. Wie Balkenkanäle vermuten lassen, dürfte sich außen im fünften Geschoß ein hölzerner Wehrgang befunden haben. Auf Grund des kleinteiligen Bruchsteinmauerwerks, dessen Zwickelmaterial größtenteils aus alten Dachziegeln besteht, dürfte der Turm im 14. Jahrhundert erbaut worden sein. Ebenso alt sind die Außenmauern im Norden, Süden und Osten, sowie ein 47 m langer und 10 m breiter Bau an der Südfront. Den gotischen Fenstern der Hofseite nach zu schließen, handelt es sich dabei um den Palas. An der Südwestecke ist dem Westtrakt ein viergeschoßiger, in der oberen Hälfte achteckiger Turm mit einer 1956 erneuerten Zwiebelhaube angebaut. Die meisten Gebäude sind im Kern noch mittelalterlich. So ist der Nordtrakt mit 1471 bezeichnet. Dem Süd- und dem Westtrakt sind hofseitig zweigeschoßige Arkadengänge vorgebaut. Ihre Kreuzgratgewölbe ruhen auf abgefasten Viereckpfeilern. Westlich schließt der Chor der Stadtpfarrkirche an.

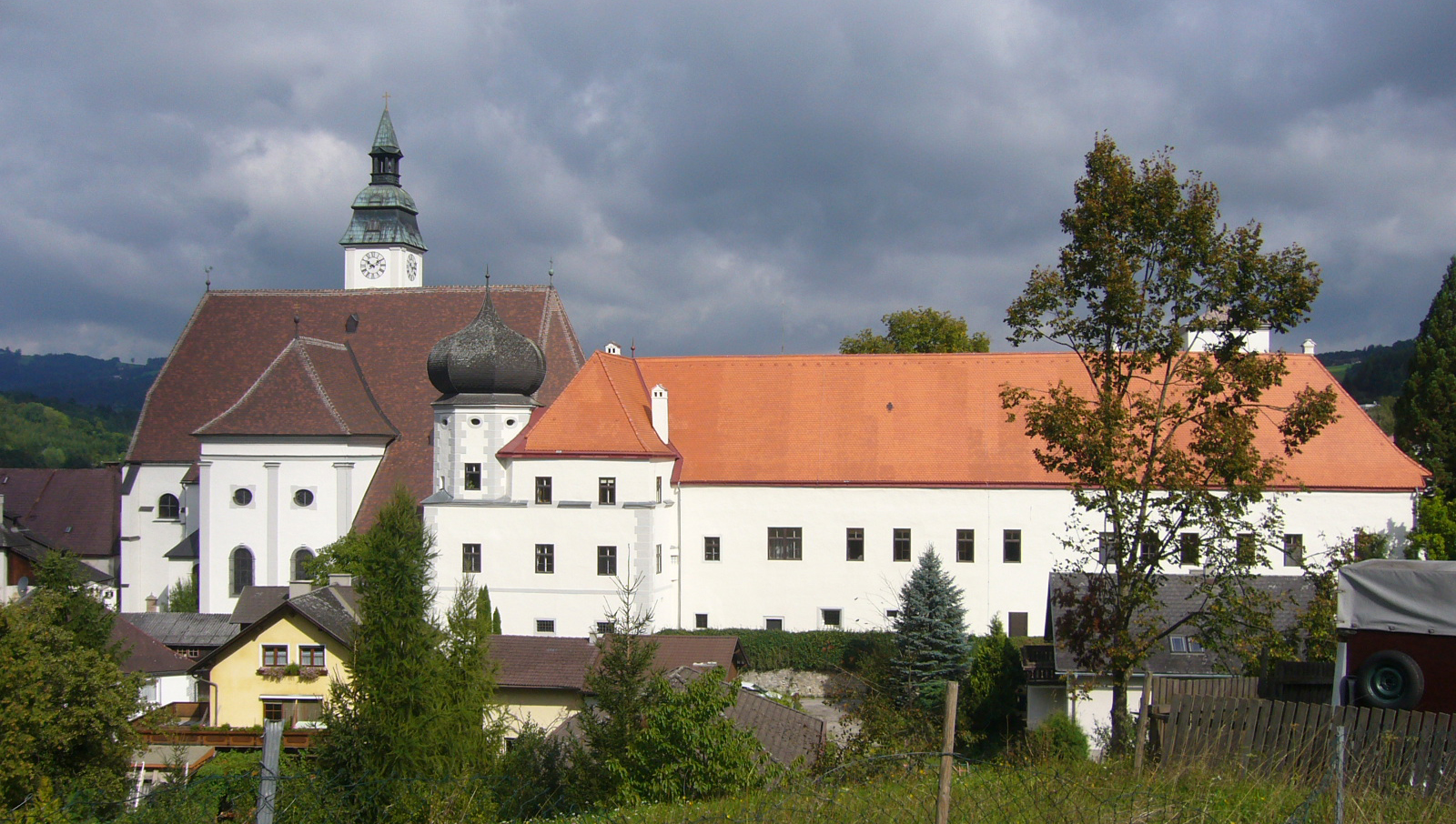
Südansicht des Schlosses, der Dachreiter über der Schlosskapelle fehlt

Betritt man den Innenhof des Schlosses, findet man einen romantischen Arkadenhof der Renaissancezeit mit schmiedeeisernen Fensterkörben, Brunnen, geschmiedeten ornamentalen Fenstergittern und Wasserspeier. Am Westflügel führt eine steile steinerne Außentreppe zu dem, von einem prachtvollen Schmiedeeisengitter abgeschlossenen Arkadengang des Obergeschoßes empor. Das Gitter wurde um 1600 aus der Kartause Gaming hierher übertragen. Eine weitere Außentreppe führt am Südtrakt zu einem Vorraum der ehemaligen Schlosskapelle empor. Diese bestand seit 1510 und wurde um 1850 aufgelassen, als im Schloss die Bezirkshauptmannschaft eingerichtet wurde. Ihre Einrichtung wurde später zur Ausgestaltung der Kapelle des Landespflegeheimes verwendet. Diese Schlosskapelle lag im Südtrakt über den Speicherräumen des Erdgeschoßes. Daher befand sich früher am Dach ein kleiner Dachreiter, der Ähnlichkeit mit dem Reiter der Kartause Gaming hatte und diesem wohl nachempfunden war. Er wurde 1896 entfernt. Die Apsis des schmalen Baues tritt an der Ostfront des östlichen Berings leicht vor. Für einen kirchlichen Eigentümer war die Kapelle mehr als bescheiden, doch hatten die Kartäuser ja noch die mit dem Schloss verbundene große Pfarrkirche zur Verfügung, die aus der ehemaligen Burgkirche entstanden war. Das bequeme Stiegenhaus im Nordtrakt weist auf einen frühbarocken Umbau hin. Es ist durch ein repräsentatives Hofportal zugänglich, das mit 1611 bezeichnet ist. Die flankierenden Pilaster sind mit imitierten Buckelquadern verziert. Über dem Sturzbalken ist ein mit seitlichen Voluten geschmückter Dreiecksgiebel aufgebaut. Neben dem Portal ist eine große, in Freskotechnik gemalte Sonnenuhr aus dem Jahr 1731 zu sehen. Sie zeigt das Wappen der Kartause Gaming.
Die benachbarten Fenster weisen schöne schmiedeeiserne Rokoko-Körbe aus der Zeit um 1750 auf. Sie wurden 1953 aus dem, dem Bau des Kraftwerkes Ybbs-Persenbeug zum Opfer gefallenen Schloss Donaudorf hierher übertragen. In der Mitte des von hohen Bäumen bestandenen Hofes befindet sich ein 1956 aufgestellter Brunnen mit dem Gaminger Wappenlöwen auf einer toskanischen Säule. Das Schmiedeeisengitter, das den Brunnen umgibt, ist mit 1831 datiert. Die heute modern und zweckmäßig eingerichteten Innenräume weisen im Erdgeschoß meist Kreuzgrat- und Tonnengewölbe aus der Bauzeit um 1600 bzw. des frühen 17. Jahrhunderts auf. Im Obergeschoß findet man vorwiegend Flachdecken. Im Nordtrakt liegt ein Raum mit einem abgefasten Mittelpfeiler vom Anfang des 17. Jahrhunderts, der das Stichkappentonnengewölbe trägt. Die Repräsentationsräume des Priors lagen im Obergeschoß des West- und des Nordtraktes. Sie sind mit floral stuckierten Decken und bemalten Deckenmedaillons um 1720/30 ausgestattet. Das Deckengemälde im Kleinen Sitzungssaal des Westtraktes stellt die Glorie, die Himmelserhebung, des Hl. Bruno, des Gründers des Kartäuserordens, dar. Es ist von Medaillons mit Putten und Karthäuserwahlsprüchen umgeben und mit Carl Unterhuber 1723 signiert. Die ehemaligen Pferdestallungen im Erdgeschoß des Westtraktes dienten hundert Jahre lang dem Bezirksgericht als Arrestzellen. Zwischen 1955 und 1957 wurden sie in einen Sitzungssaal verwandelt.